# Big Shiny Spears
Big Shiny Spears (1996) jest pierwszym albumem zespołu Iron Lung Corp., bocznym projektem Acumen (aktualnie Acumen Nation) i The Clay People.

## Lista utworów
1. "Don't Touch Me" – 1:33
2. "Pretty (Like A Porn Star)" – 4:35
3. "Crobar America" – 4:06
4. "The Great Nothing" – 4:44
5. "Chemikaze" – 4:15
6. "Frozen Shallow" – 4:20
7. "Iron Lung" – 2:09
8. "Skirt" – 3:47
9. "Join in the Murderous Chant I" – 2:52
10. "Join in the Murderous Chant II" – 4:00
11. "Witchita" – 9:26
12. "Sick" – 2:18

## Wykonawcy
- Ethan Alien – perkusja, gitara
- Brian Justice – gitara
- Kidd Vicious – gitara
- Nez Pierce – bas
- Lex – automaty
- Justin Tate – śpiew
- Jawson – śpiew, automaty, gitara